# Eta1 Fornacis
Eta1 Fornacis (46 Fornacis) é uma estrela na direção da constelação de Fornax. Possui uma ascensão reta de 02h 47m 33.78s e uma declinação de −35° 33′ 01.9″. Sua magnitude aparente é igual a 6.51. Considerando sua distância de 619 anos-luz em relação à Terra, sua magnitude absoluta é igual a 0.12. Pertence à classe espectral K0/K1III.